# Сандальфон

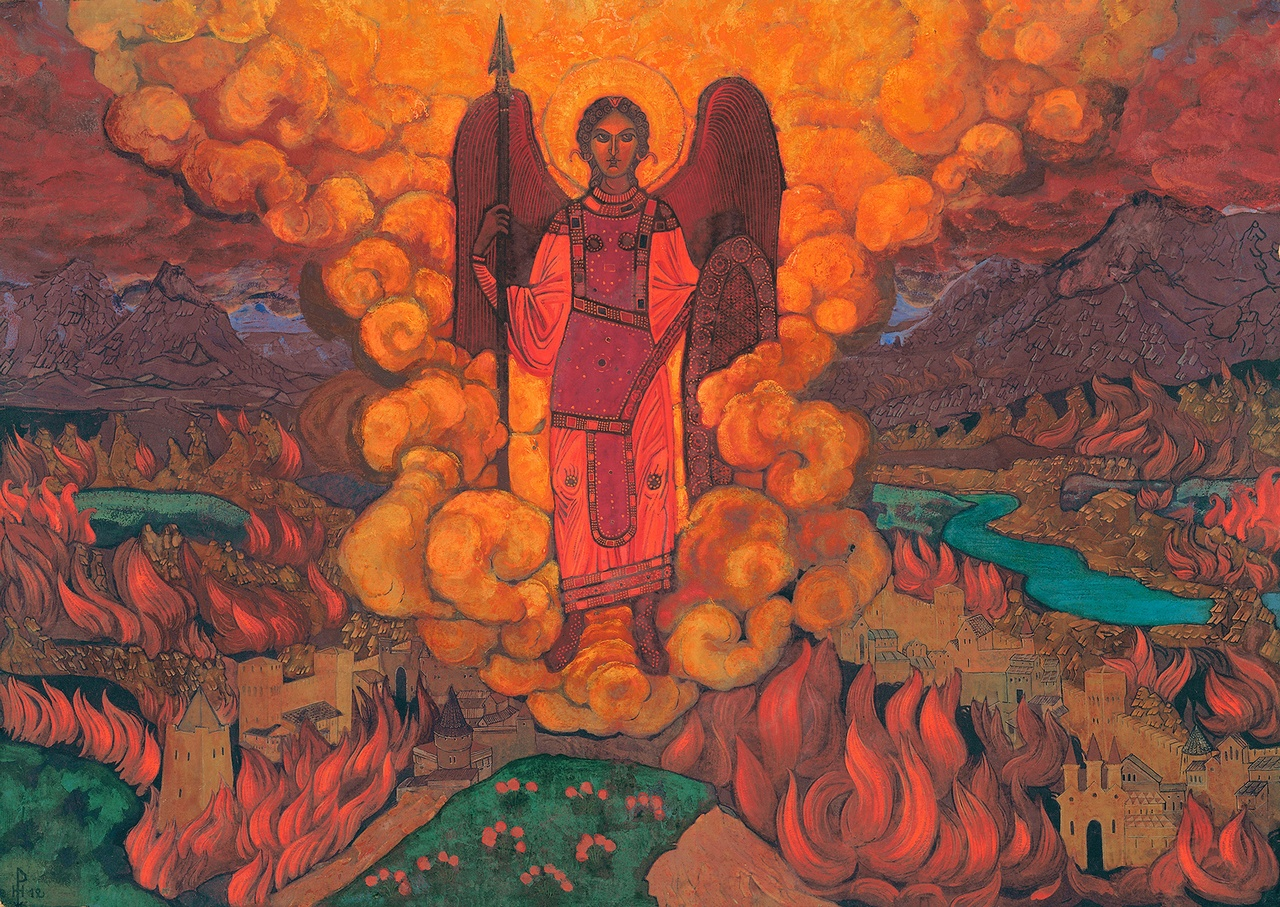
Огненный ангел Николая Рериха (1912)

Сандальфон (ивр. סנדלפון‎; греч. συναδέλφου; Σανδαλφών) — архангел, правит ангелами, обитателями мира Асия, четвёртого духовного мира, описанного в каббале, — мира, который обнимает 10 небесных сфер и весь наш материальный мир. В еврейской ангелологии является братом Метатрона, оба эти ангела являются «двумя юношами» (отроками). Однако в древнейшем перечислении четырёх и семи архангелов Сандальфон не фигурирует; к тому же нееврейские источники его не знают, что служит доказательством его эзотерического происхождения. Сандальфон был очень популярен в еврейской мистике (англ. Jewish mysticism) поталмудической эпохи (то есть после VII века н. э.), когда в письменность проникли «все тайны небесных колесниц, скрытых до того в течение веков». В Талмуде Бог изображается всегда как венценосец, архангел Сандальфон обвивает венцами своего Творца (Хагига, 13б).

## Подробнее
Сандальфон — одна из древнейших фигур в мистической системе Меркабы; a барайта (сборник) начала II века гласит: «Упоминаемый y Иезекиила (Иез. 1:16) Ofan называется Сандальфон», «это ангел, стоящий на земле, a глава его достигает до „хайот“ [или хаиот, звероподобные ангелы]; он выше своих собратьев на протяжении пути в 500 лет и вьёт венцы для своего Творца». По словам сказания, ангел Гадарниил (англ. Hadraniel) вёл Моисея «по небеси, пока они достигли огня Сандальфона, здесь он остановился, испугавшись огня. Сам Моисей ужаснулся при виде его, и Господь заслонил его, чтобы защитить его. Венец, который ангел вьёт для главы Господа, является символом хвалений различных ангелов».
По своей природе Сандальфон — высшее проявление природы огня, и место его возле Бога на седьмом небе; на нём лежит обязанность возносить молитвы людей перед Божеством; ему же приписываются особые силы. Мистика отдавала под его власть человечество, месяц Адар еврейского календаря и трубные звуки в день Рош Ха-Шана (еврейский Новый год в новолуние сентября или октября). К Сандальфону взывали в минуту опасности в лесу; его имя помещали на амулетах для беременных, чтобы предотвратить выкидыш; а в еврейской поэзии он фигурировал в качестве ангела молитв (например y Ибн-Гебироля, XI век).
Сандальфон фигурирует в иудейской анафеме, относящейся к выражению апостола Павла (1Кор. 16:22) — «анафема, маран-афа», где «маран-афа» толкуется обыкновенно «до пришествия нашего Господа». Гебраисту Буксторфу удалось списать со старого манускрипта полную формулу анафемы, относящейся, по предположению авторов ЕЭБЕ, к эпохе расцвета каббалистики, где имелись такие строки: «Да будет он проклят ангелами — Ахираруном, Акатриелем, Сандальфоном, Годраниелем, Ансасисиелем, Патхиелем, Сарфиелем, Загзиелем, и архангелами — Михаилом, Гавриилом, Рафаилом и Мисартиелем».
В XVI веке Моисей Кордоверо идентифицировал Сандальфона с пророком Илией.